# Orzecznictwo
Orzecznictwo, judykatura (łac. iudex – sędzia, iudicare – osądzać) – ogół decyzji jednego bądź wielu sądów i innych organów państwa. Przy czym pod pojęciem orzeczenia rozumie się tu zarówno stan faktyczny i prawny rozstrzygniętej sprawy, jak i sentencję wyroku oraz samo jej uzasadnienie. 
W Polsce, korzystając z dorobku sądowego orzecznictwa, szczególną wagę przywiązuje się do tzw. tez wyroku, którymi są te fragmenty sądowego uzasadnienia, w jakich podano propozycje bardziej szczegółowej interpretacji od zawartych w ustawie norm prawnych.  
Z kolei w systemie common law zgodnie z podziałem na ratio decidendi i obiter dictum większe znaczenie mają pierwsze z nich. Tylko rationes przysługuje tu bowiem moc powszechnie obowiązująca, podczas gdy dicta, tak jak orzeczenia sądowe w civil law, mają moc wyłącznie perswazyjną.
W polskim porządku prawnym, tak jak w innych państwach z systemem prawa stanowionego, orzecznictwo nie stanowi źródła powszechnie obowiązującego prawa. Tezy rozstrzygnięć sądów wyższych są natomiast chętnie powielane przez sądy niższego szczebla. Stąd wyroki sądowe zwane są tu precedensami de facto. Motywem takiego postępowania może być wzgląd na autorytet sądu, od którego precedens pochodzi, chęć zachowania jednolitości orzecznictwa bądź brak umiejętności samodzielnego rozpoznania sprawy. Powyższa praktyka stanowi też realizację fundamentalnej dla porządku prawnego zasady sprawiedliwości formalnej (proceduralnej), zgodnie z którą podobne przypadki traktować należy podobnie.
Kolejne rozstrzygnięcia, w których ten sam sąd powraca do zajętego wcześniej stanowiska, określa się w krajach civil law mianem linii orzeczniczej. W każdym czasie możliwe jest odstąpienie od przyjętego niegdyś poglądu, choćby z uwagi na jego dezaktualizację wobec zmiany stanu prawnego lub stosunków społeczno-gospodarczych. Dlatego nie można z góry wykluczyć równoległego funkcjonowania obok siebie sprzecznych linii orzeczniczych.
Bieżące orzecznictwo poszczególnych sądów stanowi częsty przedmiot publikacji w prasie prawniczej. Jest też ważnym elementem elektronicznych baz danych przeznaczonych dla prawników. Ponadto wydawane są urzędowe zbiory orzeczeń.

## Zbiory orzeczeń sądów i trybunałów polskich

### zbiory urzędowe
- Biuletyn SN - aktualne pytania prawne sądów powszechnych oraz tezy orzeczeń Sądu Najwyższego (zazwyczaj poprzedzają publikację orzeczenia wraz z uzasadnieniem w którymś z poniższych zbiorów)
- OSNC - Orzecznictwo Izby Cywilnej Sądu Najwyższego (tzw. zielone orzecznictwo)
- OSNKW - Orzecznictwo Izby Karnej i Wojskowej Sądu Najwyższego (tzw. czerwone orzecznictwo)
- OSNP - Orzecznictwo Izby Pracy, Ubezpieczeń Społecznych i Spraw Publicznych Sądu Najwyższego (tzw. białe orzecznictwo)
- ONSA - Orzecznictwo Naczelnego Sądu Administracyjnego i wojewódzkich sądów administracyjnych (tzw. żółte orzecznictwo)
- OTK - Orzecznictwo Trybunału Konstytucyjnego

### zbiory inne
- OSP - Orzecznictwo Sądów Polskich
- KZS - Krakowskie Zeszyty Sądowe

### bazy internetowe
- Centralna Baza Orzeczeń Sądów Administracyjnych
- Supremus - z orzecznictwa Sądu Najwyższego
- Orzeczenia Trybunału Konstytucyjnego
- Internetowy Portal Orzeczeń Trybunału Konstytucyjnego